# Kolcanje
Kolcanje je nenehno krčevito krčenje trebušne prepone. Značilen zvok pri kolcanju nastane, ker se pri vdihu glasilki nenadno odpreta. Kolcanje nastane, če prehitro jemo, pri motnjah prebavil in dihal ter pri živčni napetosti. Lahko tudi spremlja hude bolezni, kot sta uremija in encefalitis.
Nasvetov proti kolcanju je več. Pri blažji obliki pomaga, če nekajkrat zaporedoma globoko vdihnemo, če premikamo jezik, tako da izzovemo požiranje, če s poprom izzovemo kihanje (pri tem moramo pazljivo ravnati, da nam poper ne pride v oči), če počasi pijemo vodo, če dihamo v papirnato vrečko (ne v polivinilno), ki jo držimo tesno ob obrazu, vendar ne dalj kot minuto ali dve. Če dihamo v vrečko, se poveča količina ogljikovega dioksida v vdihanem zraku, tako da morajo pljuča naporneje delati, da dobijo več kisika. Pogosto tako globoko dihanje umiri krčenje prepone.
Kolcanje traja le nekaj minut in ni vzroka za zaskrbljenost. Če pa se kar nadaljuje in postaja hujše, ne smemo čakati do izčrpanosti in anksioznosti. Potreben je posvet z zdravnikom, ki predpiše kakšno pomirilo.